# Predražje
Predražje (Prijedražje) je naseljeno mjesto u općini Foča, Republika Srpska, BiH. Popisano je kao samostalno naselje na popisu 1961., a na kasnijim popisima ne pojavljuje se.
Nalaze se lijevo od rijeke Drine, južno od Trbušća, a sjeverno od Mješaja, južno nizvodno od sutoke rječica Male i Velike Bjelave u rječicu Bjelavu.
U doba Austro-Ugarske u Predražju se nalazila kućica za potrebe tvornice bikovske kože iz Jeleča koja je za pogon rabila kredu i drvo ruja koje ovdje raste u obilju. Uprava je za pribavljanje pogonskog materijala, podigla osam kuća, dvije na ušću Sutjeske, dvije na Humu kod Bastaha, dvije kod Predražja i jednu u Peroviću.

## Stanovništvo
| Narod     | Popis 1961. |
| --------- | ----------- |
| Hrvati    |             |
| Muslimani |             |
| Srbi      | 145         |
| ostali    |             |
| Ukupno    | 145         |